# Duomo di Montichiari
Il duomo di Santa Maria Assunta è la parrocchiale di Montichiari, in provincia e diocesi di Brescia; fa parte della zona pastorale della Bassa Orientale del Chiese.
È la chiesa più importante della città e una delle più maestose in provincia in quanto a dimensioni, materiali, architettura e patrimonio artistico, in parte ricollocato dall'edificio religioso precedente. In particolare, la chiesa conserva un altare dei Corbarelli, uno dei Carra, sculture dei Calegari, una tela del Romanino e la cosiddetta "Croce dei Fogliata", preziosa croce astile quattrocentesca.
Nel 1963 il duomo di Montichiari è stato insignito del titolo di basilica minore.

## Storia
l progetto per la chiesa dei Padri della Pace a Brescia, di Giorgio Massari rappresentò un'assoluta novità per l'ambiente bresciano. La tipologia ad aula unica, scandita da agili semicolonne binate, il transetto sormontato dalla cupola e le raffinate soluzioni formali dei particolari architettonici divennero un modello di riferimento per molti architetti e destarono l'ammirazione anche di Paolo Soratini, frate architetto dei Camaldolesi che ebbe l'incarico della costruzione della parrocchiale di Montichiari. Per l'erezione della nuova chiesa venne scelto il luogo già occupato dalla parrocchiale esistente destinata quindi ad essere demolita anche se molti elementi artistici e devozionali furono riutilizzati tranne il ciclo di affreschi del Romanino del presbitero e della cappella del Santissimo, che sarebbero andati inevitabilmente perduti.
Tuttavia, cercando di sfruttare al meglio il disegno urbanistico esistente, egli ruotò l'asse della nuova chiesa in senso antiorario – la vecchia parrocchiale era allineata con gli edifici della piazza – per darle maggiore rilevanza prospettica e mettere in risalto la grande facciata, come una quinta monumentale sul proscenio della piazza Grande.
La decisione di costruire la nuova chiesa parrocchiale fu presa il 15 dicembre 1728, ma i lavori veri e propri iniziarono il 5 settembre 1729 per concludersi alla fine del 1754 quando l'intero nuovo edificio divenne accessibile. Per la costruzione della chiesa furono utilizzati materiali locali, in particolar pietre di grossa pezzatura recuperate dal greto del fiume Chiese sul monte Rotondo di Montichiari.
Per la cupola vengono presentati, tra il 1775 e il 1784, tre progetti, tra i quali viene scelto quello di Pier Antonio   Cetti  (1783), senza dubbio quello più innovativo e stilisticamente più moderno rispetto ai canoni dell'epoca.

## Descrizione

La facciata.

### Esterno
Nella parte inferiore della facciata si apre un portale centrale di colore verde scuro, affiancato da due piccole sottili colonne, in stile corinzio, sormontate da un timpano con andamento spezzato ad arco ribassato, con dei cherubini posti a decorazione dell'architrave. La parte superiore e quella inferiore sono speculari scandite da quattro semicolonne addossate ad altrettante lesene, divise da un architrave con andamento spezzato.
Dentro nicchie incorniciate dalle colonne vi troviamo delle statue ognuna raffigurante una virtù. Nella parte inferiore troviamo la fede, nella nicchia di sinistra, e la religione in quella di destra; nella parte superiore abbiamo la speranza, a sinistra, e la carità, a destra. Nella parte superiore della facciata si trova un finestrone anch'esso affiancato da due piccole colonne e sormontato da un timpano andamento spezzato con all'interno uno stemma. A dividere la parte più alta della facciata dal frontone si trova un architrave: al centro del frontone triangolare è inserito uno stemma con, a bassorilievo, i sette colli di Montichiari, sopra i quali è posta una croce.
La sommità della facciata è coronata da un acroterio che sorregge tre statue di Stefano Salterio che rappresentano: San Pancrazio a sinistra, l'Assunta al centro e San Giorgio a destra.
Il campanile, alto 53 metri, ospita al suo interno 9 campane: un concerto di 8 campane in tonalità Si2 più la Campana della Vita, in tonalità Fa#4, che suona in occasione delle nuove nascite, ma anche della celebrazione dell'Eucaristia. Questa campana suona anche come ultimo richiamo 10 minuti prima delle celebrazioni.
Le tre campane maggiori provengono dall'antica torre civica ormai inesistente, facente parte del complesso della rocca medievale, smantellata nell'ultimo decennio del XIX secolo per realizzare il Castello Bonoris.

### Interno

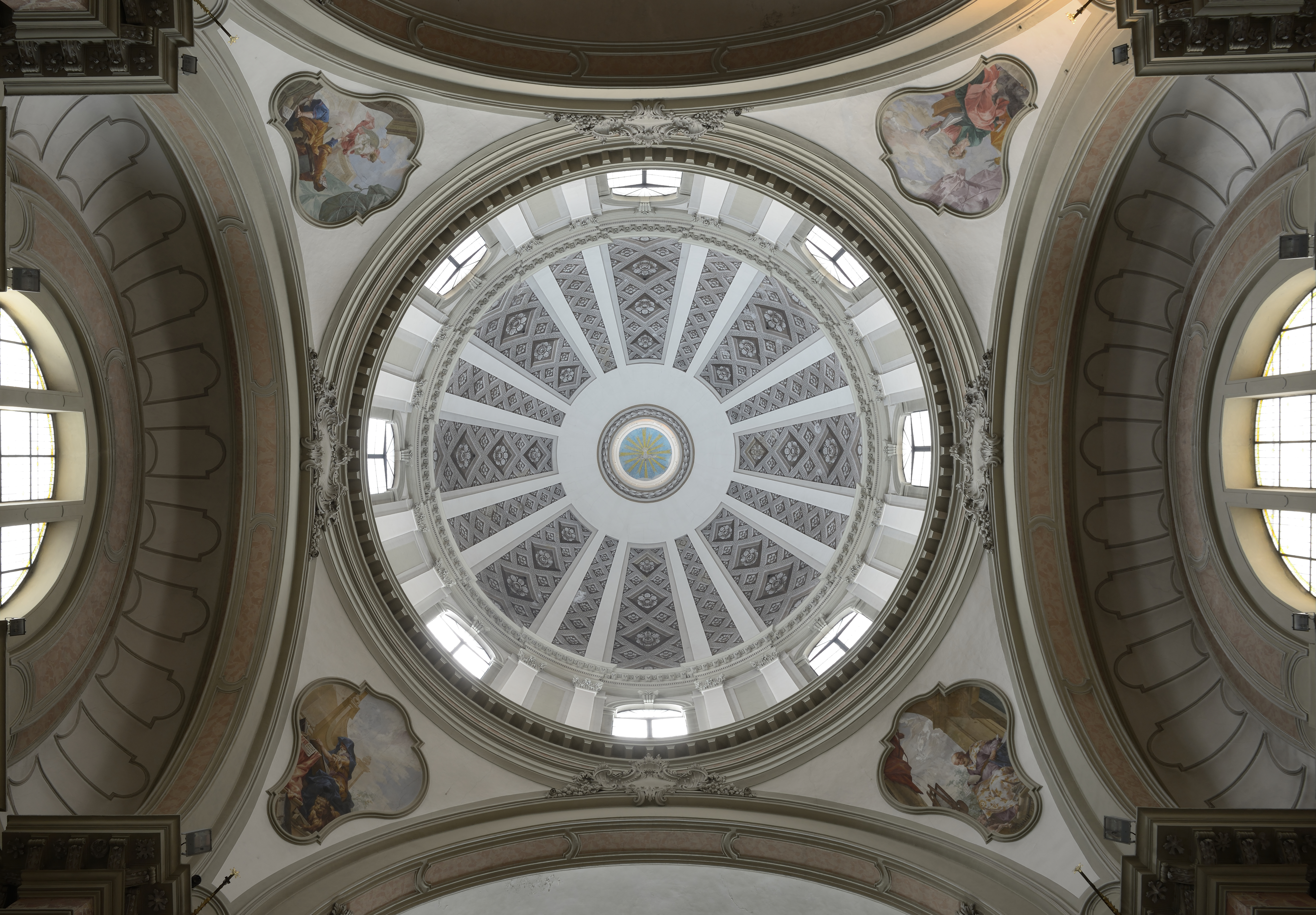
La cupola.

L'interno del duomo di Montichiari conta sei cappelle laterali più quella dell'amplissimo presbiterio. Il recupero degli altari della vecchia chiesa era inopportuno, ma vennero comunque mantenute le cinque dedicazioni dei vecchi altari, a cui si aggiunse quella del Crocefisso.
Altare della Madonna del Rosario
Il vecchio altare venne rimosso prima della demolizione della chiesa, nel 1743, pur essendo magnifico venne ritenuto inadatto per il nuovo tempio e fu venduto ai Deputati della chiesa della Madonna della Bergoma. L'erezione del nuovo altare venne decisa definitivamente il 12 luglio del 1739. Il progetto fu affidato ad Antonio Biasio, scultore e tagliapietra che aveva già lavorato a Montichiari. L'altare è ben articolato, con l'uso di lesene e colonne aggettanti, disposte per far cadere lo sguardo verso il centro. Al centro dell'alto fastigio si trovano la colomba dello Spirito Santo, illuminata da una finestra ad occhio. In alto si trova il monogramma mariano, retto da due angeli e decorato da due vasi di fiori; sull'arco della nicchia centrale ci sono due cherubini che reggono la corona, che insieme agli altri angeli, contribuiscono ad arricchire l'effetto scenografico. Il 21 agosto 1740 la realizzazione dell'altare venne affidata a Girolamo Ambrosio; invece gli elementi scultorei vennero commissionati ad Alessandro Callegari il 2 aprile 1744.
Altare del Crocefisso
L'altare era già in costruzione il 12 luglio del 1741; il tema dell'esposizione del Crocefisso venne trattato con intenti teatrali. Il crocefisso quattrocentesco (vedi dopo) campeggia su un fondale di marmo nero, e alla fine dell'incavo, inginocchiata, appare la Maddalena con un vaso d'unguento. Altre due statue delle medesime dimensioni, la Vergine e san Giovanni, si trovano nelle nicchie laterali. In alto, una gloria d'angeli sostiene una croce raggiata. Anche questa struttura architettonica è molto dinamica, con colonne e lesene poste su piani obliqui diversi. Gli esecutori dell'altare sono i lapicidi Domenico e Antonio Giuseppe Sartori; l'autore delle sculture è Domenico Molin già collaboratore della bottega dei Benedetti.
Altare delle Sante Reliquie
La realizzazione dell'altare venne affidata ai maestri Giovanni Carra e Gerolamo Penini, il 19 agosto del 1634. Nel 1637 i fratelli Giovanni e Carlo Carra realizzarono l'Arca delle Reliquie. L'altare dei Carra era sicuramente il più maestoso della chiesa di S.M. Quattro colonne di diaspro appoggiate su piani sfalsati, reggono la trabeazione con la cornice a dentelli. Due colonne aggettanti inquadrano il nicchione centrale dei depositi delle Reliquie, sormontati da un timpano in pietra di Mazzano. Al centro due cherubini in marmo di Carrara sorreggono l'Arca di marmo chiusa da una grata di metallo dorato. L'Arca a sua volta regge il portale principale, con due colonnine di agata. Per conferire ancora più ricchezza, il fondo della cappella venne rivestito in marmo verde di Genova e bordato di giallo di Torri. La struttura è molto compatta, con campiture simmetriche e regolari di verde antico e di macchie di diaspro. Il sistema d'ancoraggio e segni di alcune riparazioni del fondale del paliotto fanno capire che esso è stato collocato in un periodo successivo. La costruzione della cimasa potrebbe essere attribuita a Biasio o a Benedetti.
Altare del Santissimo Sacramento
L'altare è opera di Pietro Bombastoni e risale al 1683. Prima della demolizione della vecchia chiesa, tale altare venne rimosso insieme ad altri arredi, ma nonostante il disegno raffinato e la ricchezza delle tarsie marmoree, venne considerato inadeguato alla grandezza e all'importanza della cappella nella quale doveva essere inserito, ovvero a sinistra del transetto. Dovendone realizzare uno nuovo, l'altare della Scuola del Sacramento fu venduto nel 1749 alla chiesa di Borgo di Sotto e utilizzato come altare maggiore. Si decise di conservare, invece, la pala del Romanino, raffigurane l'ultima cena. Nel 1751 venne coinvolto l'architetto Antonio Marchetti per il disegno del nuovo altare e come consulente l'architetto Giorgio Massari, il quale non si limitò soltanto ad aggiustare i disegni del Marchetti, ma addirittura definì una soluzione innovativa con nuovi dettagli e nuovi particolari costruttivi. Conclusi i disegni bisognava procedere all'esecuzione dell'opera e cercare i lapicidi. L'opera fu commissionata ai rezzatesi Giuseppe Bosio e Vincenzo Polozzi. Il nuovo altare del Massari era ispirato ai criteri di essenzialità e di razionalità abbandonando così il gusto tardo barocco a favore di un linguaggio neoclassico. I marmi preziosi e le fantomatiche policromie si contrappongono all'eleganza e alla sobrietà del bianco di Carrara e del verde antico o del verde greco. La mensa è formata da un parallelepipedo tripartito con specchiature e medaglione centrale con all'estremità, due coppie di volute a sostegno dei gradini per i candelieri. L'imponente soasa è formata da un portale corinzio a quattro colonne: le due colonne centrali sostengono un timpano triangolare, mentre le due laterali sorreggono i due raccordi di un'alzata rettangolare che si imposta sul timpano e che ha una conchiglia centrale. Per il tabernacolo, nel 1777, furono chiamati i fratelli Carboni di Brescia i quali idearono una raffinata struttura a pianta centrale, ricca di sculture allegoriche, con il fronte diviso da quattro colonne ottagonali che affiancano la porta della custodia e sostengono un timpano ribassato, conclusa in alto con una cupola a cipolla. I materiali utilizzati dovevano accentuare l'elemento più sacro di tutta la chiesa ovvero la custodia del Corpo di Cristo; furono scelti, quindi, i marmi di Carrara per la struttura, i contorni e le sculture, mentre per le specchiature e le colonne si usò il prezioso lapislazzuli. L'esecuzione fu affidata, nel 1780, all'artista Orlandi di Brescia. I lavori proseguirono a rilento per la difficoltà di reperire sul mercato lapislazzuli di buona qualità.
Altare di Sant'Antonio
L'altare di sant'Antonio Abate viene finanziato dalla famiglia Tobarini che all'inizio del Cinquecento ottenne dalla comunità il permesso di erigere la chiesa di Santa Maria Maggiore insieme al sepolcro della famiglia. Nel 1626 l'altare fu spostato in una nuova cappella costruita di fronte a quella delle reliquie. Alla fine del 1600, l'ultimo dei Tobarini cedette l'altare alla comunità con l'obbligo di celebrarvi la messa. Quando nel 1755 fu completata la navata della nuova parrocchia, l'altare fu posizionato nella prima cappella a destra entrando. Si decise di non usare questo altare, considerato troppo piccolo e modesto, ma di commissionare il disegno di un nuovo altare marmoreo, adatto all'ampiezza della cappella, all'architetto Bernardino Carboni e i fratelli Domenico e Giovanni Battista. La nuova mensa venne subito realizzata e nel 1767 fu collocato anche il basamento dell'ancona, mentre bisognerà aspettare il 1794 per le colonne, le lesene, la cornice della pala e l'attico con le due volute. Nel 1827 avvenne il completamento: con la realizzazione del timpano gli autori introducono un'originale soluzione dell'ancona spezzata, con le due colonne esterne poste in diagonale rispetto al fondo. La trabeazione sostiene un attico raccordato da due volute laterali, che accoglie al centro il simbolo della Trinità. La mensa è divisa in tre specchiature quadrate al centro del paliotto; dietro ci sono due grandi volute laterali, che sostengono l'alzata per i candelieri. La scelta dei marmi è stata fondamentale: la struttura è in marmo di Botticino; le colonne, le semicolonne e le specchiature della mensa e dell'attico sono in colore violaceo e a forma di arabeschi, mentre altre specchiature della mensa, dell'ancona e del timpano sono invece di colore verde antico; la cornice della pala, invece, è di marmo giallo di Torri del Benaco.
Altare di San Giuseppe
Le numerose spese sostenute per riparare il duomo dai danni causati da un incendio, costrinsero a ripiegare sul parziale recupero dell'altare seicentesco di san Giuseppe, collocato nella prima cappella a sinistra rispetto all'ingresso. Osservando l'intero complesso dell'altare, risulta evidente la sua composizione in tempi diversi. Il paliotto è stato eseguito nel 1696 dalla famiglia Bombastoni; esso è in marmo con disegni ad arabeschi, mentre al centro campeggia la statuetta del santo in marmo di Carrara. Nel 1755, il lapicida Pietro Bombastoni è incaricato di proporzionare la mensa alle dimensioni della cappella e di realizzare una nuova ancona. In realtà, non abbiamo documenti che ci informano del progetto di Bombastoni, non sappiamo, cioè, se sia stato incaricato del disegno o soltanto dell'esecuzione del progetto. Ad ogni modo, lapicida ricompone il paliotto in una mensa più grande e realizza una seconda alzata per i candelieri sostenuta da due volute laterali. I lavori sono però interrotti improvvisamente per riprendere solo nel 1842 grazie ai fondi messi a disposizione dei devoti. Nel 1837 fu chiamato in causa, per il completamento dell'altare, Rodolfo Vantini che curò l'elaborazione del progetto per circa tre anni. Il suo disegno non fu rispettato perché proponeva un altare nuovo, escludendo, quindi, l'utilizzo delle parti già realizzate. Si decise, infine, per una soluzione più semplice e realizzabile con l'elemosine dei devoti, redatta dall'architetto Giuseppe Cassa, allievo del Vantini. Cassa realizzò tre tavole di disegni nelle quali spiegava il suo progetto “ideato sulle basi dell’attuale imbasamento già eretto nella cappella, e di conformità all’altare esistente di fronte”. Quindi il giovane allievo completa l'impostazione del Bombastoni con una rigorosa soasa sormontata da attico e da timpano che racchiudeva una grande cornice per la pala prevista in futuro. La soasa fu realizzata con marmi già presenti negli altri altari, come il giallo di Torri, il diaspro rosso di Sicilia, il marmo di Carrara. Al pittore Luigi Campini fu commissionata la pala raffigurante la scena del Transito di San Giuseppe.
Altare maggiore
Nel novembre del 1743, l'altare Maggiore dei Corbarelli fu recuperato dalla vecchia chiesa e ricomposto nella sua nuova locazione. L'altare era adorno di pietre pregiate composte con motivi floreali e festoni di frutta su fondo di marmo nero; esso fu provvisoriamente collocato nella parte orientale, in quanto il Duomo era ancora in fase di completamento. Nel 1750, un incendio distrusse tutto ciò che si trovava nella parte orientale della chiesa, compreso l'altare, gravemente danneggiato. La Scuola del Santissimo Sacramento ritenne inutile procedere al restauro dell'altare che fu, difatti, venduto. Cinque anni dopo, dopo la riparazione dei danni all'edificio, si riprese a celebrare messa in Duomo con un altare provvisorio in legno dipinto e decorato. Al 1775 risale il disegno, ispirato all'ancona del duomo di Brescia, dell'imponente soasa in marmo ad opera di Carlo Micheli che avrebbe accolto la nuova pala dell'Assunzione di Giuseppe Perovani, autore locale. I marmi utilizzati sono quelli già presenti negli altri arredi del duomo, come il giallo di Torri del Benaco, il marmo verde di Varallo e quello di Carrara. L'opera fu eseguita da Paolo e Giovanni Ogna, mentre Stefano Salterio realizzò i quattro angeli della cimasa. La grande struttura marmorea fu conclusa nel dicembre 1777, in tempo per collocarvi la pala del Pirovani, giunta da Roma. All'inizio del XX secolo, l'abate Rovetta decise di completare l'altare affidando il progetto all'architetto Antonio Tagliaferri, orientato ad una soluzione monumentale e proporzionata con la vastità dello spazio del presbiterio. L'esecuzione fu affidata ai lapicidi Massardi e Gaffuri di Rezzato i quali seguirono le indicazioni dell'architetto nell'utilizzo del marmo semiscuro di Mazzano per la mensa e l'alzata e della macchia vecchia, alabastro, rosso svizzero e porfido per gli ornamenti. Si deve all'abate Bertoni, nel 1993, la realizzazione del nuovo altare conciliare, costituito da quattro elementi tortili in bronzo che sorreggono una semplice mensa di forma rettangolare in broccatello rosso di Verona.

## Opere

### L'organo
L'antico organo degli Antegnati fu trasferito da Santa Maria Maggiore nella nuova chiesa nel 1743.Il suo servizio durò pochi anni, perché venne completamente distrutto durante l'incendio nella notte dal 21 al 22 marzo 1750. Col passare del tempo si manifestò la necessità di dotare la chiesa di un nuovo organo; fu però necessario attendere fino al 1761 perché ne venisse deliberata l'attuazione. Finalmente dopo alcuni anni, arrivò il nuovo organo. Il disegno e la realizzazione di esso furono commissionati per 500 scudi bresciani, nel 1762, a Domenico Ceratelli, rinominato mobiliere di Castiglione Delle Stiviere, già autore delle porte esterne e del balcone centrale della sacrestia. Ma un organo così semplice non bastava; infatti nel 1884 la richiesta di avere un organo più potente si fece più pressante e vennero interpellate le ditte Tamburini di Crema, Fantanini di Lonato, Ghidinelli di Brescia e Bernasconi di Varese per un nuovo strumento. Fu preferito il progetto della ditta Cesare Bernasconi e figlio di Varese, che prevedeva un organo composto da 2 tastiere, 34 registri, 2297 canne. Il contratto venne stipulato il 28 luglio 1894 e, grazie alla sollecitudine e diligenza della ditta, l'organo poté essere collaudato il 18 luglio dell'anno successivo. Il costo totale dell'opere fu di 13.800 lire.

### Il crocefisso ligneo
La scultura è stata realizzata intorno al 1500 ed è attribuita all'intagliatore milanese Pietro Bussolo. Cristo vi è rappresentato mentre spira con le palpebre abbassate e la bocca chiusa. Nonostante l'esaltazione realistica che permane nei capelli e nel volto dalla consueta espressione triste e la bocca dischiusa, la figura non perde la sua plastica solenne.

### La tela del Romanino

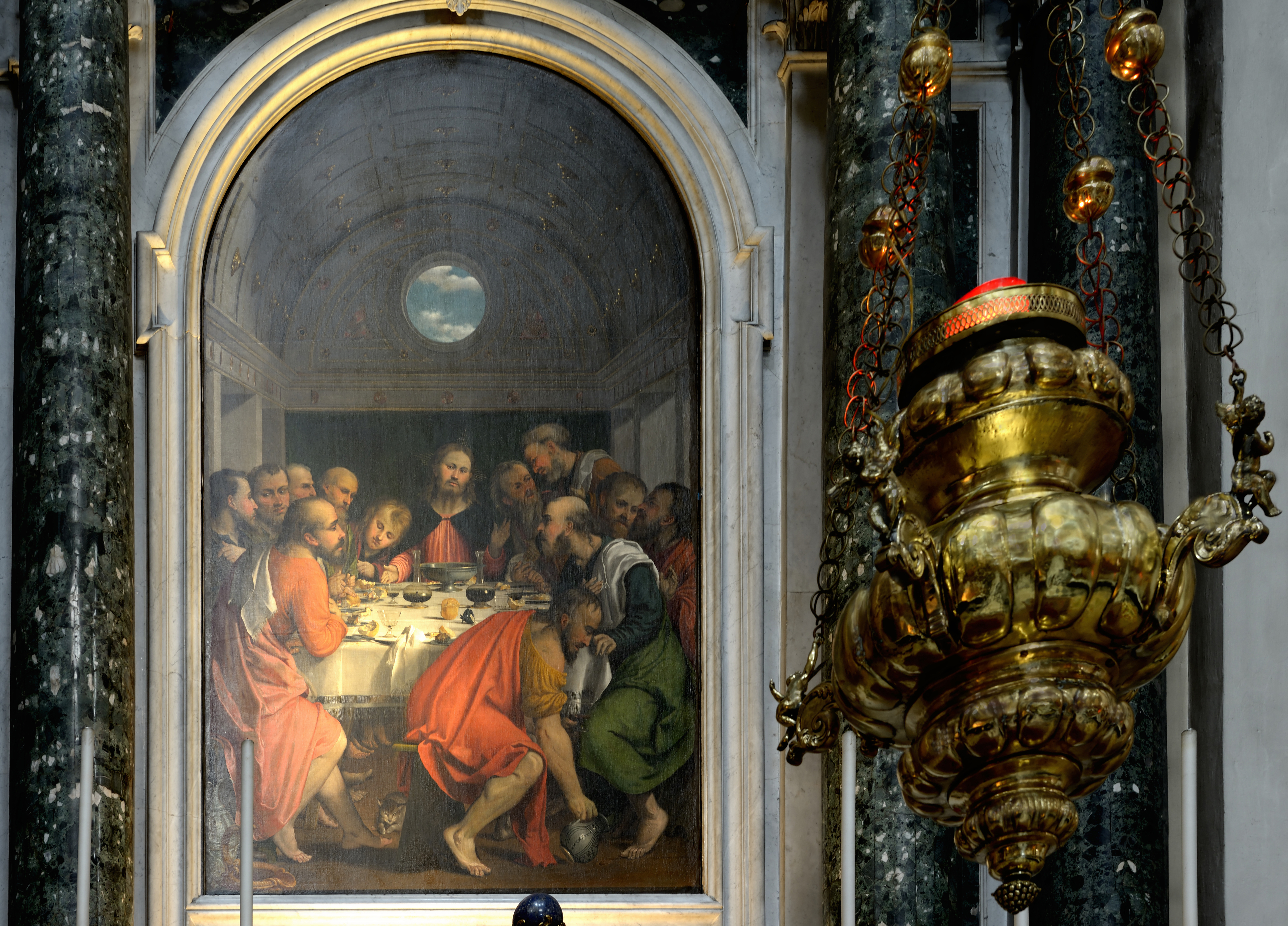
L'Ultima cena del Romanino

Il dipinto del Romanino, ora nel secondo altare da sinistra, raffigura una Ultima cena e si trovava sull'altare della Scuola del Corpo di Cristo nella precedente parrocchiale di Santa Maria Maggiore. Oltre a questo dipinto, testimonianze seicentesche e settecentesche ricordano un'altra pala perduta nell'incendio del 1750 e un ciclo di affreschi sempre riferibili al Romanino e scomparsi quando viene abbattuta del tutto la chiesa. Il dipinto raffigurante l'ultima cena viene modificato nel corso del tempo nelle dimensioni: fu allungato per il reimpiego nella sistemazione del nuovo altare seicentesco nel 1754; viene riportato alla grandezza attuale nel 1927. La scena è ambientata in una stanza con il soffitto voltato e decorato da lacunari. Sulla lunetta della parete di fondo si apre un oculo, da cui si intravede un cielo percorso da nubi. Le figure si affollano attorno al tavolo, su cui campeggiano gli oggetti composti in una mirabile natura morta. La scena è nitidamente definita dalla luce e accostabile in modo pertinente a quella della cena in casa del Fariseo nella chiesa bresciana di San Giovanni evangelista.

### Le statue
La commissione a Alessandro Calegari è documentata all'aprile 1744. La statue raffigurano l'Umiltà e la Carità, poste su un alto podio, fiancheggiando la soasa marmorea che racchiude la statua moderna della madonna raffigurata come Rosa Mistica. L'angelo con il rosario rispetto a quello sulla destra che stringe in mano una rosa dorata, mostra, soprattutto nel panneggio, alcune durezze che contrastano con la levigatezza dell'epidermide.
Le statue della facciata, invece, sono opera dello scultore Stefano Salterio  di Laglio, operoso a partire dagli anni cinquanta del Settecento nel Bergamasco e in area bresciana, Nel 1765 scolpì la serie collocate sull'acroterio della facciata, la Vergine assunta tra due angeli, San Pancrazio e San Giorgio. Nel 1783 lavorò a quelle della Speranza e della Carità nelle nicchie superiori, l'anno successivo compì quelle della Fede e della Religione. Le opere di Montichiari, in particolare quelle dell'acroterio e dell'ordine superiore, mostrano assai chiaramente l'impronta calegariana, che costituisce uno degli elementi fondamentali del linguaggio del Salterio: i panneggi ricadono attorno alle figure in ampie pieghe rigonfie, senza però alterare mai in profondità il chiaroscuro. L'effetto complessivo è quello di un dinamismo di superficie, assai controllato e rispettoso dei canoni tardo-barocchi, come nei gesti dei personaggi simmetricamente atteggiati rispetto alla facciata.